# Starina (vodní nádrž)
Starina je přehradní nádrž, která se nachází v nejvýchodnějším výběžku Slovenska v Prešovském kraji, v okrese Snina, na území obce Stakčín. Při její výstavbě v 80. letech 20. století bylo vystěhováno a srovnáno se zemí 7 rusínských vesnic (Dara, Ostrožnica, Ruské, Smolník, Starina, Veľká Poľana, Zvala).
Vodní nádrž se nachází v severovýchodní části Zemplínu na řece Cirocha. Rozloha je 2,81 km². Dosahuje maximální hloubky 46 m. Objem vody činí 59,8 mil m³.

## Využití
Byla vybudována v letech 1983 až 1988 za účelem vytvoření zásobárny pitné vody pro region východního Slovenska. Slouží také jako zásobárna pitné vody pro města Prešov a Košice.